# 아르미니우스

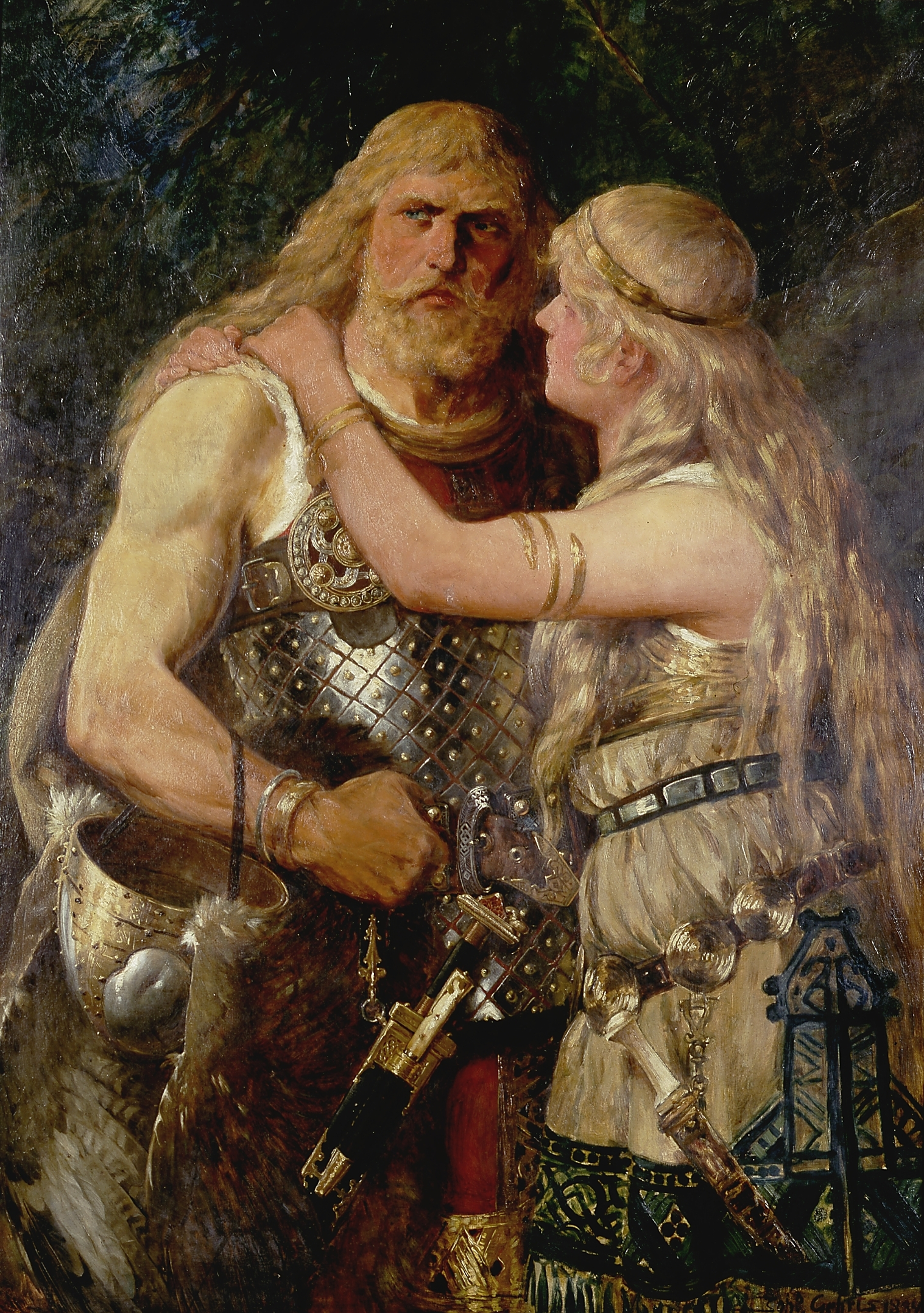
〈투스넬다에게 작별하는 아르미니우스〉 (1884년 요하네스 게르츠 작품).

아르미니우스(Arminius 혹은 Harminius, 기원전 18 혹은 17 - 기원후 21)는 로마 제국에 대항한 게르만 족의 지도자이다. 그는 게르만족의 지파인 케루스키족(Cherusci)의 추장이다. 아르민(Armin) 또는 헤르만(Hermann)으로 불리기도 한다.

## 이름
아르미니우스(Arminius)는 게르만어 이름인 이르민(Irmin)의 라틴어 형태라는 설이 있다. 이것은 게르만어로 "위대하다"라는 뜻을 가지고 있다. 또한 그의 게르만어 이름이 "전사"라는 뜻을 가진 헤르만(Hermann)이라는 설도 있다. 종교개혁가 마르틴 루터는 이 두 이름(Irmin과 Hermann)을 동치시킨 최초의 인물이었다.
또다른 설은 아르미니우스는 라틴어로 밝은 청색을 뜻하는 armenium에서 유래되었다는 것이다. 이것은 게르만 족의 특징인 "푸른 눈"을 뜻한다고 한다. 그의 형제의 이름인 플라부스(Flavus)는 라틴어로 금발이라는 뜻이어서, 이 이름들은 신체적 특징에서 유래한 것이라는 설이다. 로마인들은 게르만 족의 신체적 특징을 이런식으로 묘사하곤 하였다.

## 생애
케루스키족의 추장이었던 세기메루스의 아들로 태어났다. 어렸을 때 로마군에 입대하여 로마 시민권을 얻었고 하급귀족이었던 기사계급(에퀴타스)에 올랐다. 이후 게르마니아로 돌아왔다.

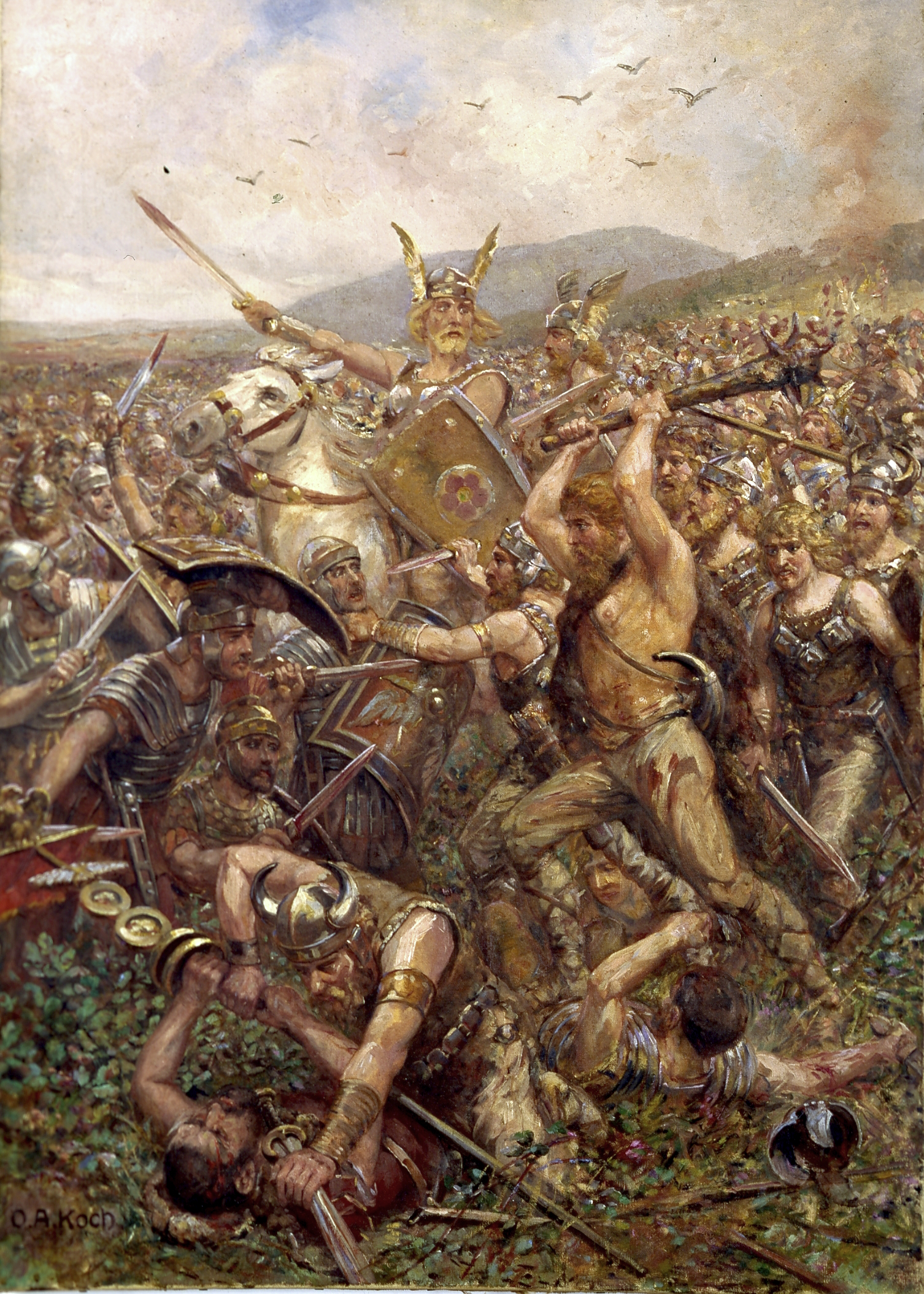
토이토부르크 숲 전투를 그린 벽화

기원후 4년경, 아르미니우스는 로마군의 체루스키 보조병 부대의 지휘를 맡고 있었다. 아마도 그는 발칸반도에 파견되어 판노니아의 부족들과 전투를 벌였을 것이다. 그는 북부 게르마니아에 기원후 7-8년경 돌아왔다. 로마는 이곳에 지배권을 행사하려고 하여, 라인강을 넘어 엘베강 연안까지 속주화하려고 하였다. 그리하여 당시 로마의 황제였던 아우구스투스는 푸블리우스 퀸틸리우스 바루스를 이곳의 총독으로 파견하여 속주화를 마무리하려고 하였다.
아르미니우스는 이러한 로마의 기도를 분쇄할 음모를 꾸몄다. 즉 게르만 부족들을 통합하여 이곳에서 로마군을 몰아내고 게르만인의 국가를 세우려고 한 것이다.
기원후 9년, 당시 25세였던 아르미니우스는 게르만 부족의 연맹을 구성하였다. 이것은 체루스키, 마르시, 차티, 베룩테리, 차우키, 시캄브리 부족으로 이루어졌다. 이들은 숲에 매복하고 있다가, 게르마니아에 원정을 온 로마군 (17, 18, 19군단과 부속 기병대, 그리고 6개의 보조병부대, 총병력 2만명에서 2만5천명으로 추정)을 3일간의 전투후 전멸시켰다. 최근의 고고학적 발굴에 의해 이 장소는 오스나브뤽 시에서 20km 북쪽인 칼크리에세 언덕임이 유력해졌다. 로마군의 총사령관이었던 바루스는 패배가 확실하지자 자신의 칼로 자결하였다.
아르미니우스는 이 승리 이후에 로마에 대항할 수 있는 좀 더 확고한 북부 게르만 부족의 동맹을 구성하려고 몇 년을 노력하였다. 토이토부르크숲 전투 이후 보헤미아에 자리잡고 있던 가장 강력한 게르만 부족인 마르코마니족이 중립을 지켰지만, 다른 게르만 부족은 로마에 좀 더 공개적으로 반항하기 시작했다.
아르미니우스는 오늘날 서부 내륙 독일과 네덜란드 동부에 위치한 게르만 부족을 규합하여 반로마 동맹을 건설하였다. 아르미니우스는 마르코마니족 왕인 마르보드(Barbod)에게 바루스의 목을 선물로 보내 연합하자고 요청하였으나, 마르보드는 이를 거절하고 바루스의 목을 로마로 보내 장사지내게 하였다. 이 뿐만 아니라 해안지대 게르만 부족들은 로마에 회유되어 아르미니우스의 편에 서기를 거절하였다.
기원후 11년부터 13년 사이 후임 황제로 확실시되던 티베리우스 휘하 로마군은 루르강, 란강, 엠스강을 따라 정찰하고서 기지를 재건하였다. 기원후 14년 9월 티베리우스는 로마 황제가 되었고, 그의 조카 게르마니쿠스는 병력을 인수하여 라인강에서 공세를 폈다.
다음해 봄, 게르마니쿠스는 다시 루르강과 란강 상류로 두 갈래 성공적인 공세를 펴서 아르미니우스의 아내 투스넬다를 포로로 잡았다. 그녀는 로마로 압송되어 게르마니쿠스의 승리 개선식에서 포로로 전시되었다. 그녀는 로마에서 포로생활을 하던 중, 아르미니우스의 아들 투멜리쿠스를 낳았다. 그들은 아마도 로마에서 생을 마쳤을 것이라고 전해진다.
게르마니쿠스는 10만 병력을 동원하여 다시 공세를 펴서 엠스강을 따라 아르미니우스의 병력을 반분했고, 다시 동쪽으로 계속 전진하였다. 아르미니우스는 감정적인 호소로 게르만 부족을 끌어모아 로마의 대군에 큰 타격을 입힐수 있었다.
게르마니쿠스는 토이거부르크숲의 전장에 도착하여 전사자 유해를 수습하고 추모비를 세웠다. (이는 후에 게르만 부족에게 파괴되었다고 타키투스는 기록하였다.) 게르마니쿠스는 친히 아르미니우스를 계속 추격하였으나, 아르미니우스는 매복하고 있다가 그를 공격하여 로마군 기병대와 보조병을 섬멸하였다. 게르마니쿠스는 급히 북쪽의 엠스강을 통해 급히 퇴각하였고, 부대 반을 남쪽으로 보내 로마 가도를 복구하도록 하였다.
아르미니우스는 이 부대를 포위하고 복구한 도로를 다시 파괴하였다. 게르만족은 포위된 로마군에 공세를 개시했으나, 도리어 큰 손실을 입었고, 로마군은 포위를 뚫고 라인강을 건너 후퇴했다.
기원후 16년 게르마니쿠스는 다시 게르마니아를 침략하였다. 이번에는 북쪽에서 출발하여 전진했다. 타키투스는 이 원정에서 주요 세 전투를 기술했는데, 모두 베저강의 연안에서 치러졌다. 첫 번째는 현재의 민덴 부근에서 벌어진 전투이다. 이 전투에서 로마군과 부역하던 형제 플라부스를 마지막으로 보았다고 한다. 플라부스는 강 한 편에서 다른 편에 서있던 아르미니우스에게 로마에 투항할 것을 설득했으나, 아르미니우스는 거절했다. 이후 로마군과 게르만 족은 전투를 벌였고, 로마는 도하에 성공했으나, 큰 손실을 입었다.
두 번째 전투는 훨씬 상류였던 현재의 린텔른 근방인 이디타비소에서 벌어졌다. 이 전투에서 양편은 큰 손실을 입고 아르미니우스도 부상을 입었다. 그러나 로마군은 더 전진할 수 없었고, 체루스키 부족 근거지인 데틀몰트를 점령하려는 목표도 이룰 수 없었다. 아르미니우스는 얼굴에 피를 칠해 신분을 감추고 전장에서 도망쳤다.
세 번째 전투는 하류지역이었던 안그리바리 성벽에서 치러졌다. 이 성벽은 토성이었으며, 안그리바리 부족과 체루스키 부족 경계선을 이루고 있었다. 이곳에서도 양편은 서로 큰 손실을 입었으나, 로마군은 더 원정을 할 수 없었고, 로마군이 주로 전투를 하는 여름이었지만(로마군은 봄에서 가을까지 싸우고 겨울에는 전투를 중지한다), 그동안 확보한 영토를 모두 포기하고 급히 철수했다.
게르마니쿠스는 엘베강을 통해 후퇴했지만, 폭풍을 만나 큰 피해를 입었다. 이 해 원정에서 그는 토이토부르크 전투에서 잃은 3개 독수리 군단기 가운데 2개를 되찾았지만, 결국은 아무 전략상 소득이 없었다. 티베리우스는 게르마니아 원정이 희생만 따르고 무익하다고 판단하여, 새로운 원정을 계획하던 게르마니쿠스에게 성대한 개선식을 열어준 뒤 시리아로 전근시켜 게르마니아 속주화를 포기했다. 세 번째 군단기는 클라우디우스 황제 시절에 되찾아왔다.
이후 아르미니우스와 마르코마니족의 왕 마르보드와 전쟁이 일어났다. 이 전쟁에서 마르보드는 후퇴했지만, 아르미니우스는 천연의 요새인 보헤미아를 탈취하는 데 실패했다. 그리하여 무승부로 끝나고 말았다.
기원후 19년 아르미니우스의 숙적인 게르마니쿠스는 시리아의 안티오크에서 죽었다. 이는 그를 질투했던 시리아 총독이었던 그나이우스 칼푸르니우스 피소에 의한 독살이라는 설도 전해지며 2년 뒤인 21년 자신도 독살당했다.
한편 티베리우스는 아르미니우스를 독살시켜 주겠다는 제의를 한 차티 족 귀족의 제의를 거절하면서, 로마는 그러한 비열한 방법을 사용하지 않는다고 말했다고 한다.

## 유산

### 로마
비록 적이었지만, 역사가 타키투스를 비롯한 로마인들은 아르미니우스의 군사적 재능을 높이 평가했고, 자신의 부족의 자유와 독립을 위해 싸우는 그를 존경하였다.
아르미니우스의 승리때문에 로마인들은 게르마니아를 직접 속주화 하려는 시도를 포기하였고, 대신 게르만 부족에 클리엔테스(clientes, 로마에 충성하는) 왕을 등극시켜 간접적으로 영향력을 행사하려고 하였다. 아르미니우스의 사후 그의 부족인 체루스키족의 왕이 된 자는 로마에 충성하는 아르미니우스의 조카 이탈리쿠스였다.

### 게르만족 전승
19세기 초반, 독일 민족주의가 고양되었을 당시, 아르미니우스의 승리가 게르만족의 전승(Sagen, 영어로는 saga)에 나타나 있음을 규명하려는 시도가 있었다. 즉 니벨룽의 노래에서 지크프리트가 용을 죽이는 것이 바로 그 사건이라는 주장이 있다. 그러나 확실치는 않다.

### 독일 민족주의
19세기 초반 아르미니우스는 나폴레옹 전쟁에 의해 고양된 독일 민족주의의 상징으로서 다시 살아났다. 1808년 하인리히 폰 클라이스트는 아르미니우스를 이용하여 반나폴레옹 감정을 고양시킨 작품 'Die Hermannschlacht' (헤르만의 전쟁)을 발표하였다. 이는 나치 독일 시기에 이를 때까지 반복적으로 상연되었다.
1839년에는 토이토부르크 숲의 한 언덕에 아르미니우스의 거대한 동상이 건설되기 시작했고, 1870년 프로이센이 보불 전쟁에 승리를 거둔 후 기공식을 가졌다.

## 같이 보기
- 아리오비스투스
- 부디카
- 베르킨게토릭스

## 참고 문헌
- Arminius, Jacob (1853).  Nichols, James; Bagnall, WR, 편집. 《The Works of James Arminius, DD, Formerly Professor of Divinity in the University of Leyden》 I. Buffalo, NY: Derby, Miller, & Orton. 2006년 4월 4일에 원본 문서에서 보존된 문서. 2006년 3월 30일에 확인함. Also at Google Books.
- ——— (1853b).  Nichols, James; Bagnall, WR, 편집. 《The Works of James Arminius, DD, Formerly Professor of Divinity in the University of Leyden》 II. Buffalo, NY: Derby, Miller, & Orton. 2006년 1월 3일에 원본 문서에서 보존된 문서. 2006년 3월 30일에 확인함.
- ——— (1853c).  Nichols, James; Bagnall, WR, 편집. 《The Works of James Arminius, DD, Formerly Professor of Divinity in the University of Leyden》 III. Buffalo, NY: Derby, Miller, & Orton. 2006년 1월 3일에 원본 문서에서 보존된 문서. 2006년 3월 30일에 확인함.
- Bangs, Carl (1985). 《Arminius: A Study in the Dutch Reformation》. Grand Rapids: Asbury Press. ISBN 0-310-29481-9.
- Forlines, F. Leroy (2011). 《Classical Arminianism: The Theology of Salvation》. Nashville: Randall House. ISBN 978-0-89265-607-3.
- Israel, Jonathan (1995). 《The Dutch Republic: Its Rise, Greatness and Fall, 1477–1806》. Oxford: Oxford University Press. ISBN 0-19-873072-1.
- ——— (1983). 《A History of Christian Thought》 3. Nashville: Abingdon Press. ISBN 0-687-17178-4.
- Leeuwen, Theodoor Marius van (2009). 《Arminius,  Arminianism, and Europe: Jacobus Arminius (1559/60–1609)》. Boston: Brill. ISBN 978-90-04-17887-8.
- Olson, Roger E. (2006). 《Arminian Theology: Myths and Realities》. Downers Grove, IL: IVP Academic. ISBN 0-8308-2841-9.
- Picirilli, Robert E. (2002). 《Grace, Faith, Free Will: Contrasting Views of Salvation》. Nashville: Randall House. ISBN 0-89265-648-4.
- Stanglin, Keith D.; McCall, Thomas H. (2012). 《Jacob Arminius: Theologian of Grace》. Oxford: Oxford University Press. ISBN 978-0-19-975567-7.
- Pinson, J. Matthew (2003). “Will the Real Arminius Please Stand Up? A Study of the Theology of Jacobus Arminius in Light of His Interpreters” (PDF). 《Integrity: A Journal of Christian Thought》 2: 121–139.